# 罗阿诺克殖民地
羅阿諾克殖民地（英語：Roanoke Colony）是指沃爾特·雷利爵士嘗試在北美洲建立的首個英國常駐殖民地。該殖民地於1585年建立，惟當英國遠征船隊於1590年到訪殖民地時，船員發現殖民地居民全數失蹤，原因不明。故此，該殖民地也被稱為失落的殖民地（英語：Lost Colony），而其112至121名居民迄今仍然下落不明。
羅阿諾克殖民地於1585年由拉爾夫·萊恩爵士建立，位於現今美国北卡罗来纳州戴爾縣罗阿诺克岛。由於該殖民地一直受到補給不足的問題所困擾，而且與當地美國原住民部落的關係惡劣，加上理查德·格倫維爾爵士領導的補給任務出現延誤，萊恩爵士於1586年決定放棄殖民地，並跟隨法蘭西斯·德瑞克爵士回到英國。格倫維爾爵士帶領船隊於兩周後抵達殖民地，並留下部分船員守衞該地，隨後返回英國。
沃爾特·雷利爵士後來派遣約翰·懷特在切萨皮克湾建立「雷利之城」。懷特奉命帶領第二次遠征，並於1587年登上羅阿諾克島，再度建立殖民地。然而，殖民地居民之後因不明原因而失蹤，故此成為失落的殖民地。